# Pijavice

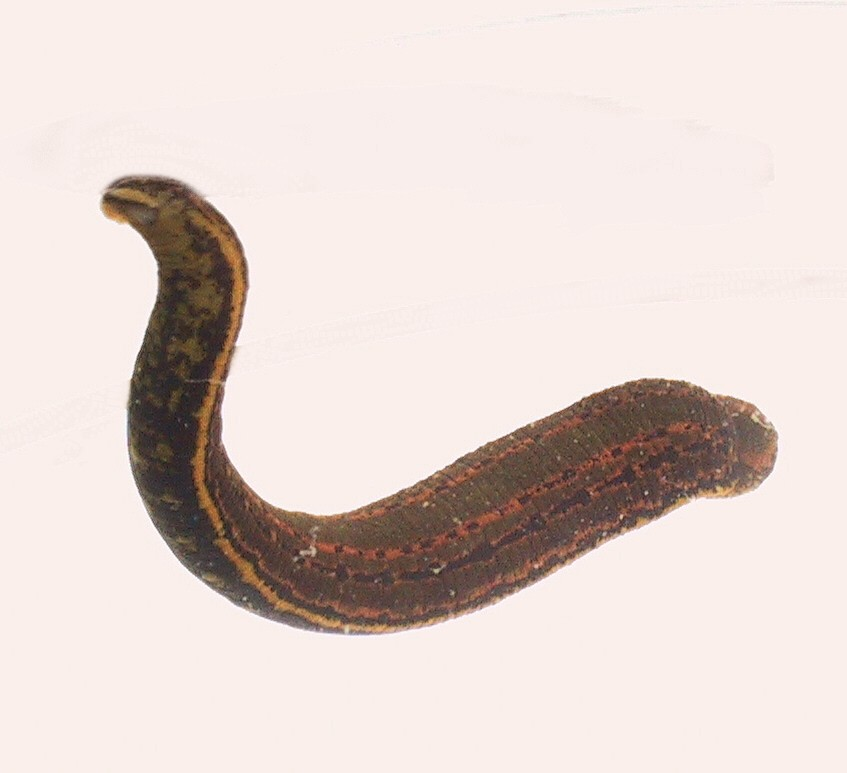
pijavka lékařská Hirudo medicinalis

Pijavice (Hirudinea) jsou kroužkovci blízce příbuzní máloštětinatcům. Je známo asi 300 druhů.

## Potrava
Tři čtvrtiny druhů jsou hematofágní parazité, živí se krví obratlovců. Menšina druhů se živí dravě a loví jiné bezobratlé. Pijavice žijí převážně ve sladkých vodách, ale i v mořích, ve vlhkých tropech se vyskytují i suchozemské pijavice. Pohybují se tzv. píďalkovitým pohybem, nebo plaváním. Pijavice mají také schopnost regenerace, ta je však ve srovnání se žížalou obecnou podstatně menší.

## Stavba těla
Dosahují rozměrů od méně než 1 cm až po 30 cm, a to samozřejmě v závislosti na druhu. Tělo pijavice se skládá z 33 segmentů. Vnější segmentace ale neodpovídá té vnitřní, na jeden pravý segment s vnitřními orgány připadá 5-7 vnějších segmentů (heteronomní segmentace). Stejně jako máloštětinatci vytvářejí opasek, u většiny druhů ale scházejí štětinky.
Tělo mají oválné, na obou koncích opatřené přísavkami, větší přední a menší zadní. Zadní přísavka slouží pouze k přichycování. Přední je součástí trávicího ústrojí, skládá se z chitinové čelisti a hltanu, kde ústí žlázy vylučující hirudin (enzym, který zabraňuje srážení krve). U hematofágních druhů se druhotně rozvětvila trávicí soustava do několika výběžků, v nichž se po nasátí ukládá větší množství krve. Pijavice dýchají celým povrchem těla, cévní soustava je uzavřená. Vylučovací soustavu tvoří metanefridie.

## Rozmnožování
Pijavice jsou hermafrodité, mají samičí i samčí pohlavní orgány. K přenosu spermatu dochází při kopulaci. Pijavice, stejně jako například žížaly, shromažďují oplozená vajíčka v opasku. Z opasku jsou poté vajíčka uvolněna v kokonu. Kokony vodních pijavic se nacházejí na vodních rostlinách a kamenech. Noví jedinci se vyvíjejí přímým vývojem.

## Systém
V souvislosti s rozvojem genetických přístupů samozřejmě bylo zjištěno množství nových poznatků o fylogenezi pijavic. Pijavice jsou blízcí příbuzní skupin Acanthobdellida a Branchiobdellida; společně s pijavicemi tvoří monofyletickou skupinu. Zdá se, že pijavice a jejich uvedení příbuzní jsou sesterskou větví žížalic (Lumbriculidae), což mimo jiné znamená, že by máloštětinatci („Oligochaeta“) v dnešním pojetí nebyli přirozený taxon (pijavice by měly být řazeny dovnitř této skupiny máloštětinatců).

## Pijavice žijící v Česku
V Česku žije celkem 19 druhů pijavic. Příkladem u nás žijících druhů jsou:
- pijavka koňská – žije v rybnících, živí se různými vodními živočichy, především hmyzem a měkkýši
- pijavka bahenní (hltanovka bahenní) – je velmi hojná pod kameny i ve znečištěných vodách. Vysává drobné vodní živočichy a přenáší parazity
- chobotnatka rybí (pijavka rybí) – je asi 4 cm dlouhá s velkou zadní přísavkou. Saje krev na rybách (především kaprovitých), a přenáší i různé krevní cizopasníky
- pijavka lékařská – živí se krví, využívala se k lékařským účelům. V Česku je vzácná, několik lokalit se nalézá na jižní Moravě[2], v jižních Čechách a v Polabí[3]. Hojně je rozšířená ve Francii.